# Empresa Gráfica da Bahia
A Empresa Gráfica da Bahia (EGBA) é uma empresa estatal do Estado da Bahia fundada em 1915. Ela produz as versões impressa e digital do Diário Oficial do Estado (DOE) da Bahia. Além disso, funciona como uma gráfica comum e oferece serviços de gestão documental e certificação digital.

## História
A atual Empresa Gráfica da Bahia (EGBA) foi criada com o nome de Imprensa Oficial do Estado (IOE) pela Lei n. 881, de 17 de maio de 1912, na condição de autarquia. A empresa passou a existir de fato em 7 de setembro de 1915, quando ganha a sua primeira sede. Esta foi um sobrado construído na Rua da Misericórdia, no Centro Histórico de Salvador.
Em 30 de outubro de 1915, ainda chamando-se IOE, publica a primeira edição do Diário Oficial do Estado.
Em 1931, muda-se para sua segunda sede, na Praça Municipal.
Em 1948, passa a chamar-se Imprensa Oficial da Bahia (IOB), pela Lei n. 92, de 30 de agosto. Estava então vinculada à Secretaria do Interior e Justiça do Estado. Em 1966, torna-se órgão da administração centralizada, ligado ao Departamento de Administração Geral (DAG). 
Em 1972 ganha o nome atual, Empresa Gráfica da Bahia, com a Lei n. 3.037, de 3 de outubro. Pela mesma lei, torna-se empresa pública com personalidade jurídica de direito privado, capital exclusivo do Estado, patrimônio próprio, autonomia administrativa e financeira. No mesmo mês, a Egba é transferida para sua terceira sede, em uma área muito mais ampla, com 31 mil m2, onde permanece até hoje: na Rua Mello Moraes Filho, n. 189, Fazenda Grande Retiro.